# Gellen

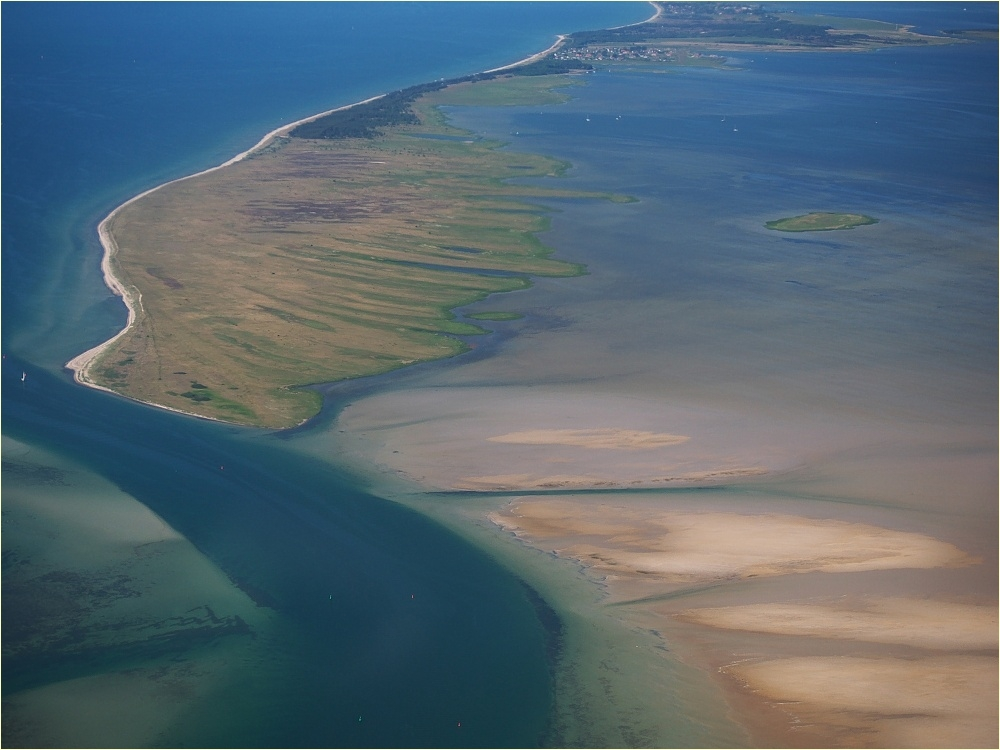
Halbinsel Gellen im Süden der Insel Hiddensee. Anhand des grünlich-bräunlichen Streifenmusters ist die Abfolge der („fossilen“) Strandwälle zu erkennen.

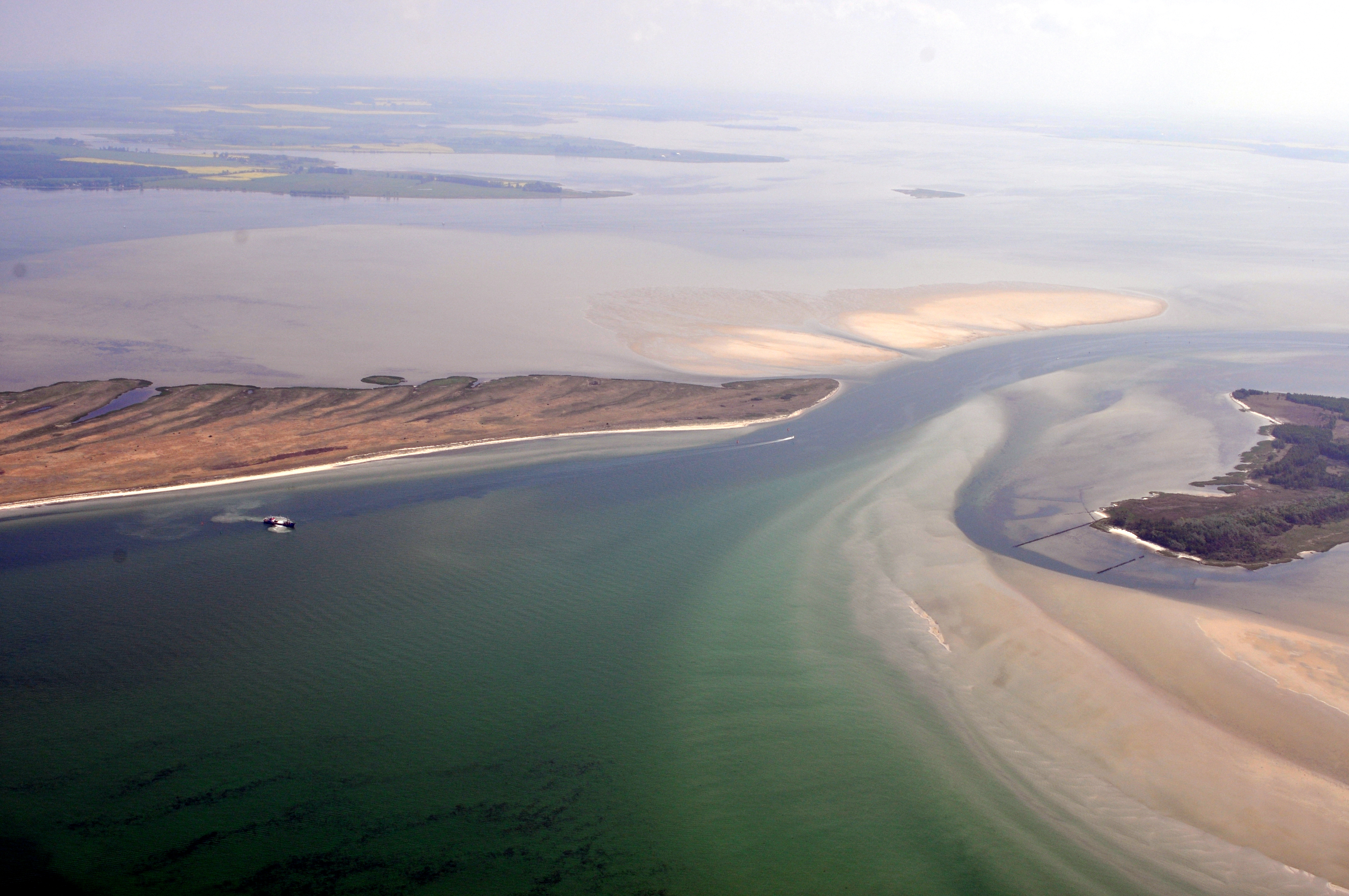
Südspitze (links) im Mai 2011. Auch auf diesem Bild sind die alten Strandwälle gut zu sehen.

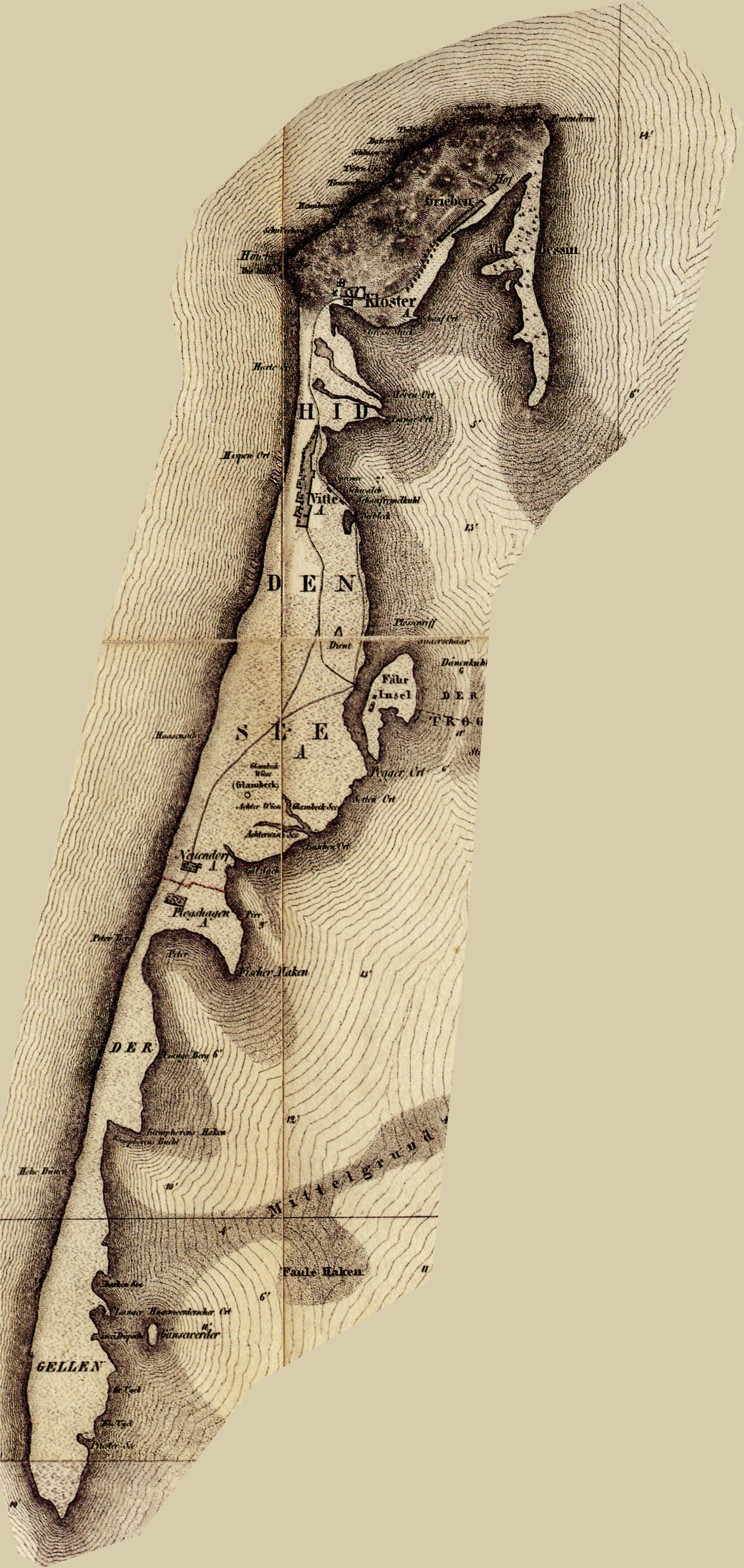
Karte Hiddensees von 1829 mit Gellen

Der Gellen oder die Halbinsel Gellen ist eine Landzunge (ein sogenannter Sandhaken) am südlichsten Ende der Insel Hiddensee. Der südliche Teil steht als ein bedeutendes Vogelschutzgebiet unter Naturschutz und ist der Schutzzone I des  Nationalparks Vorpommersche Boddenlandschaft zugeordnet, ist also der Öffentlichkeit nicht zugänglich. 
Er besteht aus nacheiszeitlichen (holozänen) Sandablagerungen und wächst jedes Jahr um wenige Meter weiter nach Süden. Durch das Ausbaggern der Fahrrinne zwischen der Insel Bock und dem Gellen wird der Küstenausgleich unterbunden, wie er im südöstlichen Ostseeraum mit seinen zahlreichen Nehrungen natürlicherweise erfolgt.

## Topographie
Der Gellen ist maximal 500 Meter breit und ca. 5 km lang und dabei nur wenige Meter hoch. Deutlich ist in Karten und Luftbildern die Abfolge der einzelnen Strandwälle zu erkennen.
Topographisch lässt er sich in zwei Bereiche gliedern: 
- Altgellen (Neuendorf bis Klimphoresbucht)
- Neugellen (Klimphoresbucht bis zur Südspitze), Entstehungszeit ab ca. 12. Jahrhundert. Der südliche Teil des Neugellens ist gesperrt.

Während der Neugellen nach Süden hin wächst, wird am Altgellen Sand abgetragen. Südlich des Gellens schließt sich ein weitläufiges Windwatt (der Vierendehlgrund) an, das gelegentlich trockenfällt. Das Wachstum des Gellens hat sich seit etwa 1990 stark verlangsamt und wird in den nächsten Jahrzehnten zum Erliegen kommen, da er dann an die südwestlich angrenzende Fahrrinne stößt. 
Ortsbezeichnungen auf dem Gellen sind von Nord nach Süd:
- Ufervorsprünge: Langer Barg, Klimphoreshaken/Klemmhuernhaken, Langen Hasenwerderscher Ort, Kl. Ugel, Gr. Ugel
- Buchten und Riegen: Schwarzer Peter, Klemmhuern/Klimphoresbucht, Karkensee, Priestersee

An der Westküste des Neugellens befindet sich ein bis zu vier Meter hohes Kliff, welches allerdings nicht wie der Dornbusch von eiszeitlichen Ablagerungen, sondern der Dünenbildung herrührt. Auf dem Altgellen ist ein Küstenschutzwald aus windbeständigen Kiefern gepflanzt, weiter südlich stehen auch einige einzelne Birken und andere Bäume. Der größte Teil ist jedoch mit Dünengräsern, Magerrasen und Heide bewachsen.

## Küstenschutz
Im Jahr 1864 kam es infolge eines Sturmhochwassers südlich von Neuendorf, am sogenannten Schwarzen Peter, zu einem 8 Meter tiefen Durchbruch. Trotz intensiver Schutzbemühungen konnte dieser in den ersten Jahrzehnten nicht geschlossen werden, er verbreiterte sich sogar auf 250 Meter. Erst nach Bau des Steindamms gehörte der Gellen wieder zu Hiddensee. 
Heute besteht auf Höhe der Klimphoresbucht die Gefahr eines Durchbruchs. Dort ist das Land nur 250 m breit. Buhnen (teilweise auch Steinbuhnen), Sandvorspülungen, künstliche Dünen und Anpflanzungen von Strandhafer und Kiefern wirken dem Abtragungsprozess am Altgellen entgegen.

## Bauwerke
Anfang des 14. Jahrhunderts wurden hier die Gellenkirche, ein kleines Leuchtfeuer (Luchte genannt) und der erste Hafen der Insel Hiddensee erbaut. Der Name Karkensee (Kirchensee) für eine Bucht an der Absperrung am Südgellen weist noch darauf hin. 
Der Leuchtturm Gellen, der die nördliche Einfahrt zum sogenannten Gellenstrom markiert, befindet sich jetzt immer noch auf der Halbinsel.